# Dravidoseps goaensis
Dravidoseps goaensis — вид сцинкоподібних ящірок родини сцинкових (Scincidae). Ендемік Індії.

## Поширення і екологія
Dravidoseps goaensis мешкають в штатах Гоа і Махараштра на заході Індії. Вони живуть в напіввічнозелених лісах, на висоті від 80 до 750 м над рівнем моря.